# Giuseppe Quaglio

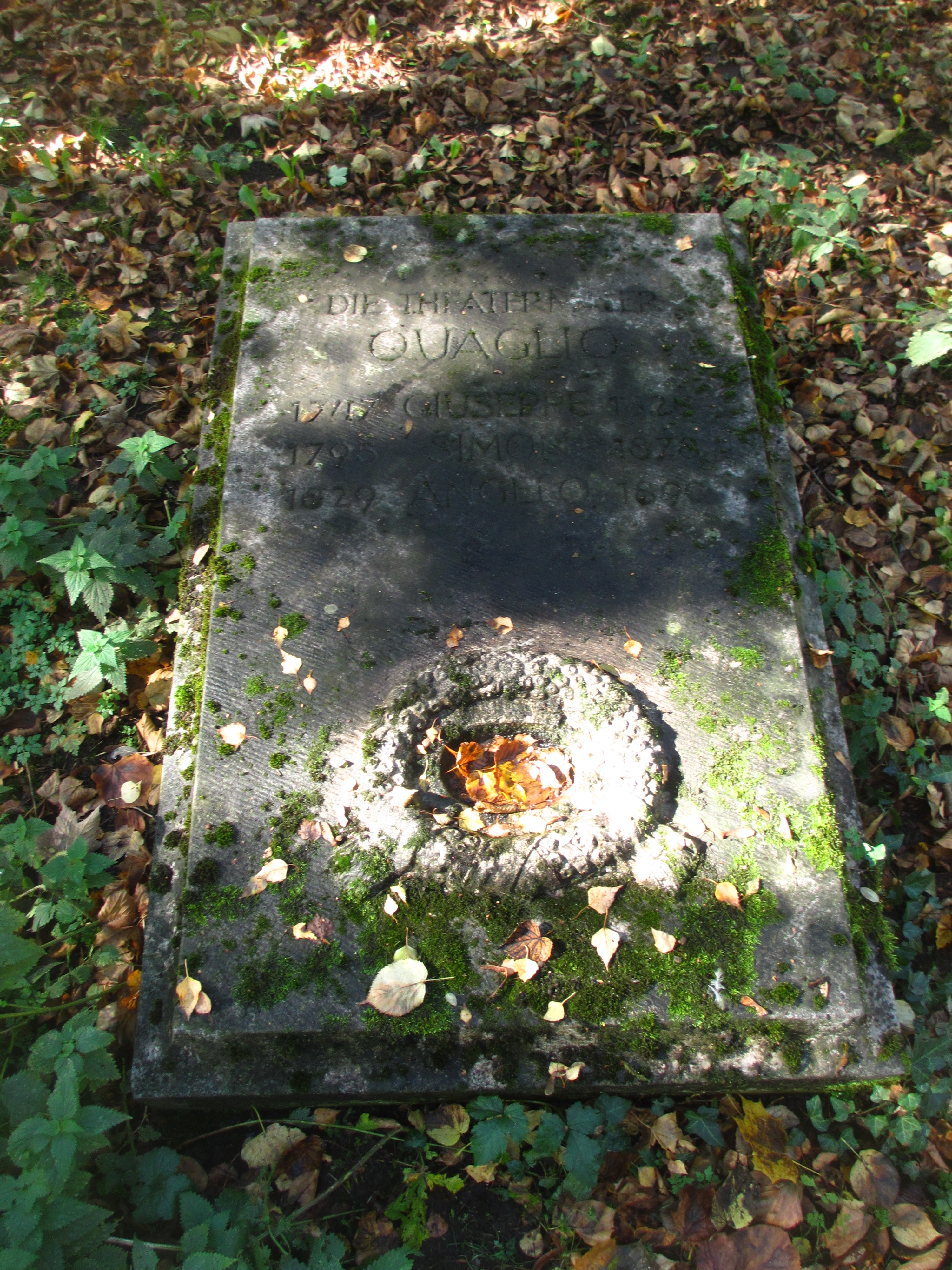
Grab von Giuseppe Quaglio auf dem Alten Südlichen Friedhof in München

Giuseppe Quaglio (* 2. Dezember 1747 in Laino; † 23. Januar 1828 in München) war ein italienischer Maler, Bühnenbildner und Theaterarchitekt des Klassizismus.

## Werdegang
Quaglio entstammte der Maler- und Architektenfamilie Quaglio, die, ursprünglich aus dem oberitalienischen Laino bei Como stammend, sich später in München niederließ. Seine Ausbildung als Künstler erhielt er von seinem Vater Domenico Quaglio I (1723–1765) und von Lorenzo Quaglio (1730–1804).
Quaglio arbeitete zunächst unter Kurfürst Karl Theodor von Mannheim als Theatermaler an den Bühnen von Mannheim, Ludwigsburg, Speyer und Frankfurt am Main. Ab 1778 ging er als Bühnenmaler nach München, wo er 1801 zum Nachfolger seines Bruders Giulio III. Quaglio (1764–1801) als Hofarchitekt ernannt wurde.
Er war Vater von elf Kindern, darunter Angelo I (1778–1815), Domenico II (1787–1837), Lorenzo II (1793–1869) und Simon (1795–1878).
Die Grabstätte von Giuseppe Quaglio befindet sich auf dem Alten Südlichen Friedhof in München (Gräberfeld 9 – Reihe 5 – Platz 40/41) Standort.

## Werke
- Fresko im Redoutensaal des Mannheimer Theaters. 1776.
- Bühnenbild für die Uraufführung von Friedrich Schillers Räuber. 1782.
- Bühnenbild zu Mozarts Don Giovanni, 1791 und zur Zauberflöte 1793 in München.

## Belege
1. ↑  Giuseppe Quaglio auf deutsche-biographie.de (abgerufen am 4. Januar 2017).
2. ↑  Ursula Stevens: Giuseppe Quaglio. In: tessinerkuenstler-ineuropa.ch. 2016, abgerufen am 21. November 2016.

| Personendaten    | Personendaten                                                            |
| ---------------- | ------------------------------------------------------------------------ |
| NAME             | Quaglio, Giuseppe                                                        |
| KURZBESCHREIBUNG | italienischer Maler, Bühnenbildner und Theaterarchitekt des Klassizismus |
| GEBURTSDATUM     | 2. Dezember 1747                                                         |
| GEBURTSORT       | Laino                                                                    |
| STERBEDATUM      | 23. Januar 1828                                                          |
| STERBEORT        | München                                                                  |